# Silometopoides sphagnicola
Silometopoides sphagnicola är en spindelart som beskrevs av Kirill Yeskov och Yuri M. Marusik 1992. Silometopoides sphagnicola ingår i släktet Silometopoides och familjen täckvävarspindlar. Inga underarter finns listade i Catalogue of Life.